# 張政 (孫呉)
張 政（ちょう せい、生没年不詳）は、中国三国時代の呉の武将。

## 生涯
張政は呉末期の西陵督であった。
天紀2年（278年）、西晋の羊祜が亡くなると、鎮南大将軍の杜預を都督荊州諸軍事にに任命した。翌天紀3年（279年）、杜預は呉の西陵督の張政と交戦し、これに勝利した。張政は敗戦を恥じて報告しなかったので、杜預はわざと孫晧のもとに捕虜を帰した。果たして張政は召還され、孫晧は守将を武昌監留憲（劉憲とも）に差し替え、征南将軍成璩・西陵監鄭広を増援として派遣した。杜預は張政を追い落とす計略が成功したのを見て、呉はすっかり傾いたと判断した。
晋の軍が呉の平定に向かって来たとき、指揮官に張政の名はないため、そのまま失脚したか死亡したと思われる。